# سنجابیان
سنجابیان (نام علمی: Sciurinae) نام یک زیرخانواده از خانواده سنجابان است.